# Acta Chiropterologica
Acta Chiropterologica est une revue scientifique biannuelle, publiée par le Musée et Institut de Zoologie de l'Académie polonaise des sciences.